# HMP Thameside
HMP Thameside (Her Majesty’s Prison Thameside) – prywatne więzienie dla mężczyzn kategorii B w rejonie Thamesmead w Royal Borough of Greenwich, w południowo-wschodnim Londynie w Anglii.  
Więzienie zarządzane jest przez firmę Serco i przylega bezpośrednio do HMP Belmarsh i HMP Isis. W sierpniu 2020 miało pojemność operacyjną 1232 i przetrzymywało 1174 więźniów. 
Więzienie zostało zaprojektowane i zbudowane przez Serco. Rozpoczęło działalność 30 marca 2012 roku jako lokalne więzienie dla skazywanych przez pobliskie sądy, przejmując część obłożenia oddalonego o 20 kilometrów więzienia Brixton. W 2013 r. Ministerstwo Sprawiedliwości ogłosiło dobudowanie dodatkowego bloku mieszkalnego, zwiększając pojemność z 900 do ponad 1200 więźniów. Ten obiekt został otwarty w 2015 roku.